# Tea Party (песня)
«Tea Party» (чаепитие) — песня эстонской певицы Керли, выпущенная в качестве второго сингла с музыкального сборника Almost Alice по мотивам фильма Тима Бёртона «Алиса в Стране чудес». Сингл был издан 2 марта 2010 года. 15 июня 2010 года вышло издание «Tea Party» в формате макси-сингла, содержащего оригинальную версию и шесть ремиксов.

## Информация о песне
Керли заявила, что она хотела бы создать нечто «психоделическое [и] запутанное» по мотивам фильма Алиса в стране чудес.
Изначально она не хотела, чтобы «Tea Party» издавалась в качестве сингла, поскольку считала, что материал её второго студийного альбома, запланированного на 2011 год, намного лучше этой песни, и ей не хотелось бы, чтобы звукозаписывающая компания отказалась выпускать альбом в случае неудачного релиза «Tea Party». Тем не менее в июне 2010 года был выпущен макси-сингл с ремиксами.
Видеоклип, режиссёром которого стал Джастин Хардер, вышел 10 марта 2010 года. В клипе изображена сцена безумного чаепития по мотивам Алисы в стране чудес.

## Критические отзывы
USA Today положительно отозвалась о «Tea Party» на фоне общего негативного тона критики по отношению к альбому Almost Alice в целом; по мнению рецензента, только в этой песне из всего альбома была отражена эстетика и тематика Алисы в стране чудес. Houston Chronicle опубликовала негативный отзыв на Almost Alice и на «Tea Party» в частности, где было сказано, что песня могла бы быть «более смелой».

## Живые выступления
Керли исполнила «Tea Party», «Walking on Air» и «Strange» на мероприятии, посвящённом выходу фильма Alice in Wonderland Ultimate Fan Event 19 февраля 2010 года 26 мая 2010, певица выступила с «Tea Party» на открытии выставки Института Моды (Дизайн и Продажи) для Walt Disney Studios в Лос-Анджелесе

## Track listing
Цифровой макси сингл
| №  | Название                                              | Длительность |
| -- | ----------------------------------------------------- | ------------ |
| 1. | «Tea Party»                                           | 3:28         |
| 2. | «Tea Party» (Jason Nevins Radio Remix)                | 3:12         |
| 3. | «Tea Party» (Jason Nevins Extended Remix)             | 5:55         |
| 4. | «Tea Party» (Jason Nevins Extended Instrumental)      | 5:55         |
| 5. | «Tea Party» (Chew Espresso Fix)                       | 3:49         |
| 6. | «Tea Party» (Chew Espresso Fix Extended)              | 5:55         |
| 7. | «Tea Party» (Chew Espresso Fix Extended Instrumental) | 5:55         |